# Karl Schaechterle
Karl Wilhelm Schaechterle (* 28. Januar 1879 in Stuttgart; † 13. Juli 1971 in Bad Cannstatt) war ein deutscher Bauingenieur und Brückenbauer.

## Leben
Karl Schaechterle studierte von 1896 bis 1900 Bauingenieurwesen an der Technischen Hochschule Stuttgart, wo er sich der Turnerschaft Alt-Württemberg im Coburger Convent anschloss. Anschließend arbeitete er als städtischer Bauinspektor in Leipzig, ehe er 1905 die Zweite Staatsprüfung ablegte. Es folgte die Anstellung bei den Königlich Württembergischen Staats-Eisenbahnen und 1907 die Ernennung zum Baurat. 1911 promovierte Schaechterle an der TH Stuttgart. 1919 heiratete er Else Halder. Mit ihr hatte er zwei Söhne, von denen Karl-Heinz (* 1920; † 2008) Ordinarius für Verkehrs- und Stadtplanung an der TU München war.
Bis 1920, unterbrochen von der Teilnahme am Ersten Weltkrieg als Pionieroffizier, war Karl Schaechterle bei der Generaldirektion als Brückeningenieur tätig, wobei er vor allem gewölbte und balkenförmige Eisenbahnbrücken aus Stahlbeton entwarf. Bei der Reichsbahn wirkte er ab 1920 bis 1935 als Brückenreferent der Direktion Stuttgart. Dabei war er ab 1934 auch zuständig für die Brücken der Reichsautobahnen in Baden und Württemberg. Fritz Leonhardt war einer seiner Mitarbeiter. 1935 wurde Schaechterle in die Direktion der Reichsautobahnen im Reichsverkehrsministerium versetzt. Dort war er für den Bau und die Gestaltung der Autobahnbrücken im südwestlichen Teil Deutschlands zuständig, wie zum Beispiel der Donaubrücke Leipheim. Schaechterle setzte sich in den 1930er Jahren für die Verminderung des Fahrbahngewichts von Stahlbrücken ein, indem er die Fahrbahntafel aus Trägerrosten mit Flachblechabdeckung zusammensetzte, eine Entwicklung, die in die im Stahlbrückenbau zur orthotropen Platte führen sollte. Im Zweiten Weltkrieg plante er den Wiederaufbau von zerstörten Brücken oder den Bau von Behelfsbrücken, nach dem Krieg unterstützte er als Berater die Neubauten diverser Großbrücken, wie beispielsweise der Mülheimer Brücke.

## Ehrungen
1938 wurde Schaechterle die Ehrendoktorwürde und die Ehrenprofessur der TH Stuttgart verliehen, 1944 die Emil-Mörsch-Denkmünze des Deutschen Beton-Vereins.